# Lophocampa thyophora
Lophocampa thyophora är en fjärilsart som beskrevs av William Schaus 1896. Lophocampa thyophora ingår i släktet Lophocampa och familjen björnspinnare. Inga underarter finns listade i Catalogue of Life.